# Paraphelenchus pseudoparietinus
Paraphelenchus pseudoparietinus is een rondwormensoort. De wetenschappelijke naam van de soort is voor het eerst geldig gepubliceerd in 1921 door Micoletzky.